# Rudolf Haberleitner
Rudolf Haberleitner (* 8. April 1945 in Krems an der Donau) ist ein österreichischer Manager.

## Leben
Haberleitner absolvierte nach einer Lehre die HTL mit dem Schwerpunkt Hochfrequenz und Nachrichtentechnik. In seiner ersten beruflichen Station war er für vier Jahre für die Voest Alpine im Bereich EDV und Organisation tätig. Danach war er bei der NCR Corporation Österreich für Marketing und Vertrieb zuständig. Dem folgte ein Engagement bei der Hirsch-Gruppe, wo er eigenen Angaben zufolge als verantwortlicher Vertriebschef den Umsatz von 2 auf 250 Millionen Euro ausgebaut hat.  In weiterer Folge machte sich Haberleitner als Berater mit der HL-Consult-Unternehmensberatung GesmbH selbständig.
Nach eigenen Angaben hat Haberleitner 250 Transaktionen abgewickelt. Einige dieser Sanierungen sind jedoch in Kritik geraten. So will Haberleitner den Gmünder Möbelhersteller Bobbin 1983 saniert haben. 1985 soll unabhängig davon der Konkurs eingetreten sein. Weiters umstritten sind sein Engagement bei Lindpointner und BMW St. Pölten. Gegen sein eigenes Beratungsunternehmern MCS Management Consulting Services GesmbH wurde 1997 ein Konkursverfahren eröffnet.
Ende Juli 2012 übernahm Haberleitner mit seinem Private-Equity-Fonds TAP09 100 % der Schlecker Österreich GmbH mit allen 1350 Filialen in Österreich, Italien, Polen, Belgien und Luxemburg. Gleichzeitig präsentierte er ein neues Nahversorgerkonzept unter dem Namen Dayli. Seither firmiert die Gesellschaft als TAP dayli Vertriebs GmbH. Haberleitner rechnete schon im folgenden Jahr 2013 mit Gewinnen in der Höhe von 10 Millionen Euro. Mit der propagierten Sonntagsöffnung geriet Haberleitner jedoch in Konflikt mit der Gewerkschaft.
Im November 2012 gelang es Haberleitner, Johann Graf zum Einstieg der Novomatic bei Dayli zu gewinnen. Dabei übernahm Novomatic für einen Euro einen Geschäftsanteil von 45 % und gewährte ein Darlehen von 10 Millionen Euro. Doch schon im Mai 2013 kam es wieder zum Ausstieg von Novomatic. Gleichzeitig wurden Zahlungsschwierigkeiten publik. Im Zuge der Suche nach neuen Investoren fiel Haberleitner offenbar auf einen italienischen Betrüger herein. Bei einer dubiosen Übergabe von einer Million Euro in einer Tasche ergriff der Betrüger die Flucht. Laut Haberleitner handelte es sich um Firmenvermögen von Dayli.
Am 4. Juli 2013 meldete das Unternehmen schließlich auf Druck des Kreditschutzverbandes selbst Insolvenz an. Seine Anteile hatte Haberleitner kurz zuvor für einen kolportierten Euro an die ICU Unternehmensberatung GmbH von Martin Zieger übertragen. Der Grund dafür ist nicht bekannt. Am 19. Juli 2013 teilte Zieger mit, er habe Haberleitner mit sofortiger Wirkung als Dayli-Geschäftsführer abberufen und an dessen Stelle Peter Krammer und Hanno Rieger gesetzt.
Ende des Jahres 2020 musste Haberleitner Privatinsolvenz anmelden. Im April/Mai 2024 wurde das Inventar seines Ferienhauses in Wegscheid bei Mariazell über die Auktionsplattform Aurena.at versteigert.

## Kontroverse um Doktorgrad
Haberleitner führt seit Mitte der 1990er Jahre einen Doktorgrad. Bereits 2001 haben die Grünen in einer parlamentarischen Anfrage die Herkunft des Doktorgrades bezweifelt, erhielten jedoch von der damals zuständigen BM Forstinger keine Antwort. Im Zusammenhang mit dem Konkurs von Dayli hat der Plagiatsjäger Weber Nachforschungen angestellt und keine Dissertation gefunden. Auf eine direkte Anfrage nach Datum und Ort der Promotion soll Haberleitner ausweichend geantwortet haben.